# Sorgkant

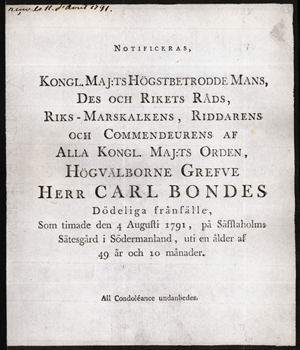
Sorgbrev från 1791 försett med sorgkant.

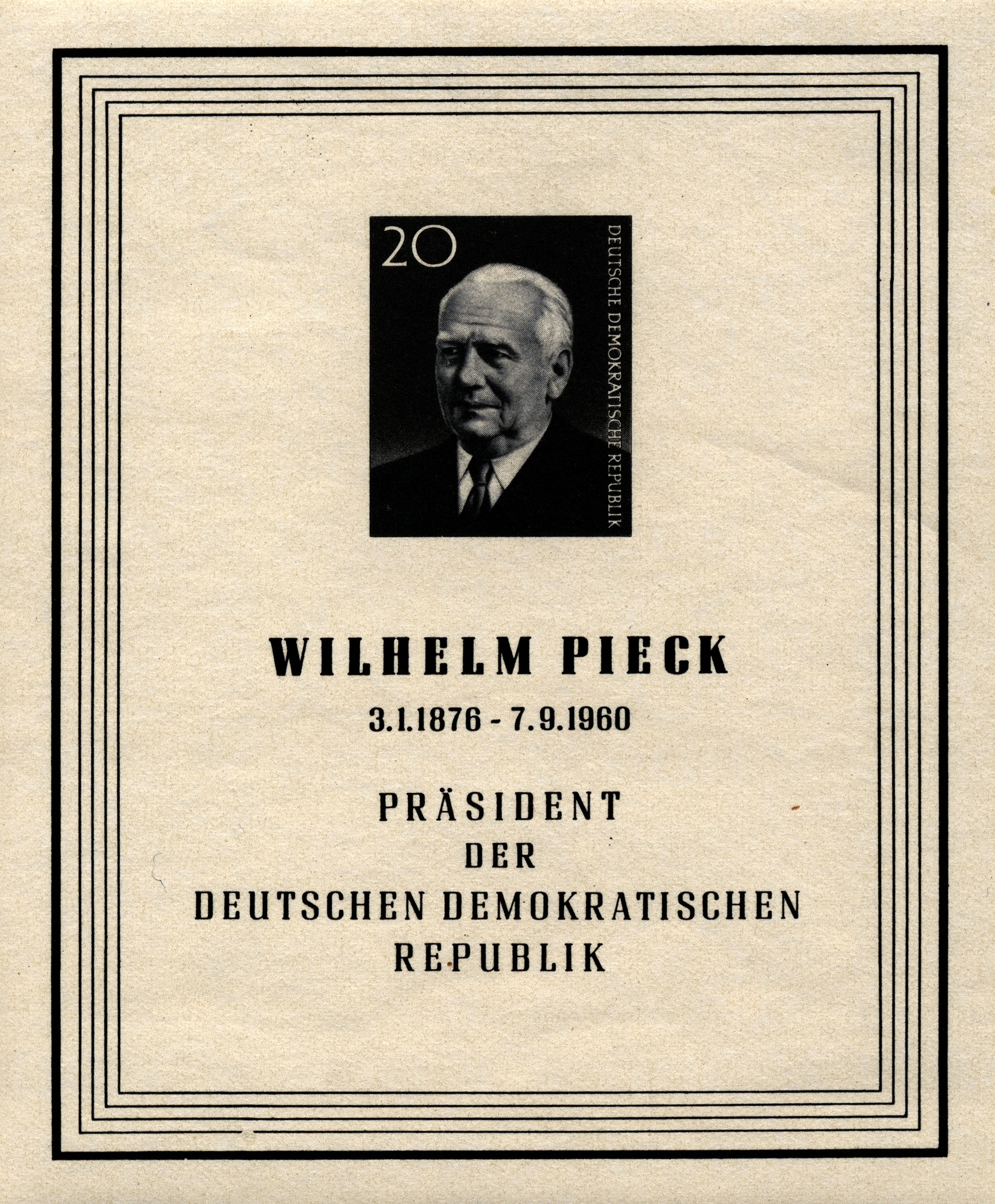
Frimärke med sorgkant till minne av Wilhelm Pieck, Östtysklands första president.

Sorgkant kan sitta på sorgbrev och utgörs av en svart ram längs alla sidor på brevpapper, korrespondenskort och kuvert. Det har även förekommit att minnesfrimärken för en avliden, bemärkt person försetts med sorgkant.[källa behövs] Uttrycket sorgkant har använts i svenskan sedan 1861.

## Andra betydelser
- Sorgkant kan ibland även lättsamt användas som benämning på smuts under naglarna. Denna överförda betydelse har använts åtminstone sedan 1958.[1]
- Sorgkant kan syfta på den svarta yta i form av en ram på en datorskärm som inte utnyttjas för att visa en bild.